# Chagford
Chagford – miasto w Wielkiej Brytanii, w Anglii, w regionie South West, w hrabstwie Devon, w dystrykcie West Devon. W 2011 r. civil parish to na powierzchni 30,3 km² zamieszkiwało 1449 osób. Chagford jest wspomniana w Domesday Book (1086) jako Cageford/Chageford/Cagefort/Kagefort.

## Miasta partnerskie
- Bretteville-sur-Laize